# 東別院入口
東別院入口（ひがしべついんいりぐち）とは、愛知県名古屋市中区伊勢山にある名古屋高速都心環状線の入口である。東別院出口より西側にある。この入口から4号東海線へ行く場合、山王JCTまでの距離が短いため側道をそのまま進む形になる。

## 料金所

### 都心環状方面
- レーン数 : 2
  - ETC専用 : 1
  - 一般 : 1

## 利用台数
名古屋市統計年鑑による利用台数の推移
| 1991年（平成3年）度  | 698718台  |  |
| 1992年（平成4年）度  | 742914台  |  |
| 1993年（平成5年）度  | 773253台  |  |
| 1994年（平成6年）度  | 826493台  |  |
| 1995年（平成7年）度  | 1020869台 |  |
| 1996年（平成8年）度  | 1340782台 |  |
| 1997年（平成9年）度  | 1442419台 |  |
| 1998年（平成10年）度 | 1447652台 |  |
| 1999年（平成11年）度 | 1489693台 |  |
| 2000年（平成12年）度 | 1526239台 |  |
| 2001年（平成13年）度 | 1565864台 |  |
| 2002年（平成14年）度 | 1579858台 |  |
| 2003年（平成15年）度 | 1550419台 |  |
| 2004年（平成16年）度 | 1540242台 |  |
| 2005年（平成17年）度 | 1507428台 |  |
| 2006年（平成18年）度 | 1560197台 |  |
| 2007年（平成19年）度 | 1551087台 |  |
| 2008年（平成20年）度 | 1633842台 |  |
| 2009年（平成21年）度 | 1629812台 |  |
| 2010年（平成22年）度 | 1641164台 |  |
| 2011年（平成23年）度 | 1604581台 |  |
| 2012年（平成24年）度 | 1635160台 |  |
| 2013年（平成25年）度 | 1692518台 |  |

## 隣
名古屋高速都心環状線
(C03) 東別院出口/(C04) 東別院入口 - 山王JCT - 新洲崎JCT - (C05) 錦橋出口